# Очаківська міська рада
Оча́ківська міська́ ра́да — орган місцевого самоврядування в Миколаївській області.

## Загальні відомості
- Населення ради: 14 553 особи (станом на 1 березня 2014 року)
- Водоймища на території, підпорядкованій даній раді: Дніпровсько-Бузький лиман, Чорне море.

## Населені пункти
Міській раді підпорядковані населені пункти:
- м. Очаків

## Склад ради
Рада складається з 36 депутатів та голови.
- Голова ради:
- Секретар ради: Бичков Сергій Миколайович

### Керівний склад попередніх скликань
| ПІБ                     | Основні відомості                                                       | Дата обрання | Дата звільнення |
| ----------------------- | ----------------------------------------------------------------------- | ------------ | --------------- |
| Топчий Микола Борисович | Міський голова, 1953 року народження, освіта вища, безпартійний         | 26.03.2006   | 31.10.2010      |
| Топчий Микола Борисович | Міський голова, 1953 року народження, освіта вища, член Партії регіонів | 31.10.2010   | 30.01.2015      |

Примітка: таблиця складена за даними джерела

### Депутати
За результатами місцевих виборів 2010 року депутатами ради стали:

#### За суб'єктами висування
| Суб'єкт висування                                       | Кількість обраних депутатів | %    |
| ------------------------------------------------------- | --------------------------- | ---- |
| Партія регіонів                                         | 16                          | 44,4 |
| Політична партія «Сильна Україна»                       | 8                           | 22,2 |
| Партія Зелених України                                  | 5                           | 13,9 |
| Комуністична партія України                             | 3                           | 8,3  |
| Партія «Громадянська солідарність»                      | 2                           | 5,6  |
| Політична партія Всеукраїнське об'єднання «Батьківщина» | 2                           | 5,6  |

#### За округами
| № округу                                                | Прізвище, ім'я, по батькові     | Дата визнання обраним | Освіта         | Партійна приналежність                        | Відомості про обраного депутата |
| ------------------------------------------------------- | ------------------------------- | --------------------- | -------------- | --------------------------------------------- | --- |
| Комуністична партія України                             |                                 |                       |                |                                               | |
| б/м                                                     | Крикун Галина Федорівна         | 03.11.2010            | Освіта вища    | член Комуністичної партії України             | Очаківський міський відділ культури, завідувачка заповідника |
| б/м                                                     | Назарова Анжела Володимирівна   | 03.11.2010            | Освіта вища    | член Комуністичної партії України             | тимчасово не працює |
| б/м                                                     | Коновалова Валентина Ізідорівна | 03.11.2010            | Освіта вища    | член Комуністичної партії України             | тимчасово не працює |
| Партія «Громадянська солідарність»                      |                                 |                       |                |                                               | |
| б/м                                                     | Васьков Олексій Віталійович     | 03.11.2010            | Освіта вища    | позапартійний                                 | Очаківська райдержадміністрація, заступник голови райдержадміністрації                                                                                             |
| 18                                                      | Калашніков Володимир Васильович | 03.11.2010            | Освіта вища    | позапартійний                                 | База відпочинку «Янтар», директор |
| Партія Зелених України                                  |                                 |                       |                |                                               | |
| б/м                                                     | Мельник Микола Тимофійович      | 03.11.2010            | Освіта вища    | позапартійний                                 | ОКП Миколаївоблтеплоенерго, начальник Очаківського району теплових мереж                                                                                           |
| б/м                                                     | Кузнець Жанна Євгеніївна        | 03.11.2010            | Освіта вища    | член Партії Зелених України                   | Виконком Очаківської міської ради, начальник відділу контролю, організаційної та кадрової роботи                                                                   |
| 5                                                       | Кузнець Сергій Васильович       | 03.11.2010            | Освіта вища    | член Партії Зелених України                   | Державна екологічна інспекція з охорони довкілля північно-західного регіону Чорного моря, держінспектор з охорони навколишнього природного середовища Чорного моря |
| 7                                                       | Рижик Лариса Іванівна           | 03.11.2010            | Освіта вища    | позапартійна                                  | приватний підприємець |
| 12                                                      | Загребельна Зінаїда Ярославівна | 03.11.2010            | Освіта вища    | позапартійна                                  | ДП «ООСКЗ» ЗАТ «Укрпроф-оздоровниця», заступник головного лікаря                                                                                                   |
| Партія регіонів                                         |                                 |                       |                |                                               | |
| б/м                                                     | Москальський Анатолій Петрович  | 03.11.2010            | Освіта вища    | член Партії регіонів                          | Очаківська міська рада, секретар міської ради |
| б/м                                                     | Мельников Володимир Леонідович  | 03.11.2010            | Освіта вища    | член Партії регіонів                          | приватний підприємець |
| б/м                                                     | Цимбалюк Павло Дмитрович        | 03.11.2010            | Освіта вища    | член Партії регіонів                          | Управління Миколаївдерж-рибохорона, старший державний інспектор |
| б/м                                                     | Карленко Сергій Вадимович       | 03.11.2010            | Освіта вища    | член Партії регіонів                          | Приватне підприємство «Тритан-Плюс», директор |
| б/м                                                     | Яковлєв Євген Анатолійович      | 03.11.2010            | Освіта вища    | позапартійний                                 | ТОВ «Ранг», начальник автозаправної ставної |
| б/м                                                     | Омельчук Валентин Миколайович   | 03.11.2010            | Освіта вища    | член Партії регіонів                          | ТОВ «Постачелектромех», директор |
| б/м                                                     | Бичков Сергій Миколайович       | 09.11.2010            | Освіта вища    | позапартійний                                 | ТОВ «Альянс», директор |
| 1                                                       | Кифоренко Валентина Вікторівна  | 03.11.2010            | Освіта вища    | член Партії регіонів                          | Відділ держкомземуу м. Очаків, начальник |
| 2                                                       | Обезюк Віктор Євгенійович       | 03.11.2010            | Освіта вища    | позапартійний                                 | Очаківський Свято-Нікольський собор, настоятель |
| 3                                                       | Плоха Любов Анатоліївна         | 03.11.2010            | Освіта вища    | член Партії регіонів                          | Відділ реєстрації актів цивільного стану, завідувачка відділу |
| 8                                                       | Харченко Віталій Юрійович       | 03.11.2010            | Освіта вища    | позапартійний                                 | Очаківський військово-морський гарнізон, військово-морський начальник                                                                                              |
| 10                                                      | Гемаєв Хасан Зубайович          | 03.11.2010            | Освіта вища    | позапартійний                                 | СВК «Лиманський», завідувач виробництва |
| 11                                                      | Помикалова Ольга Олександрівна  | 03.11.2010            | Освіта вища    | член Партії регіонів                          | Очаківська міська рада, провідний спеціаліст |
| 13                                                      | Савчук Любов Володимирівна      | 03.11.2010            | Освіта вища    | член Партії регіонів                          | Управління праці та соціального захисту населення виконавчого комітету Очаківської міської ради, начальник                                                         |
| 15                                                      | Земляна Рита Віталіївна         | 03.11.2010            | Освіта вища    | член Партії регіонів                          | Відділ освіти виконавчого комітету Очаківської міської ради, начальник                                                                                             |
| 17                                                      | Кнітель Валерій Іванович        | 03.11.2010            | Освіта вища    | член Партії регіонів                          | Очаківська ЦРЛ, завідувач інформ-аналітичного відділу |
| Політична партія Всеукраїнське об'єднання «Батьківщина» |                                 |                       |                |                                               | |
| б/м                                                     | Самоуков Сергій Вікторович      | 03.11.2010            | Освіта вища    | член Всеукраїнського об'єднання «Батьківщина» | приватний підприємець, керівник |
| б/м                                                     | Залозний Анатолій Віталійович   | 03.11.2010            | Освіта вища    | член Всеукраїнського об'єднання «Батьківщина» | ДЮСШ «Колос», тренер-викладач |
| Політична партія «Сильна Україна»                       |                                 |                       |                |                                               | |
| б/м                                                     | Черниш Микола Іванович          | 03.11.2010            | Освіта вища    | член Політичної партії «Сильна Україна»       | МП «Промінь», виконавчий директор |
| б/м                                                     | Сапега Віктор Валентинович      | 03.11.2010            | Освіта вища    | член Політичної партії «Сильна Україна»       | ТОВ «Порт Очаків», генеральний директор |
| б/м                                                     | Чорна Вікторія Олександрівна    | 03.11.2010            | Освіта середня | член Політичної партії «Сильна Україна»       | приватний підприємець, керівник |
| 4                                                       | Ситников Олександр Борисович    | 03.11.2010            | Освіта вища    | член Політичної партії «Сильна Україна»       | ПСК КП «Очаківський ринок», директор |
| 6                                                       | Біжко Наталія Ярославівна       | 03.11.2010            | Освіта середня | член Політичної партії «Сильна Україна»       | Очаківська міськрайонна організація червоного хреста, голова |
| 9                                                       | Мись Віталій Віталійович        | 03.11.2010            | Освіта вища    | член Політичної партії «Сильна Україна»       | Очаківська райдержадміністрація, начальник відділу з питань надзвичайних ситуацій                                                                                  |
| 14                                                      | Ткач Ольга Сергіївна            | 03.11.2010            | Освіта вища    | член Політичної партії «Сильна Україна»       | Очаківська ЦРЛ, лікар-інфекціоніст |
| 16                                                      | Завгородня Алла Миколаївна      | 03.11.2010            | Освіта вища    | член Політичної партії «Сильна Україна»       | приватний підприємець, керівник |